# Medicinarspexet (Göteborg)
Medicinska Spexarcorpsen Göteborg (MSCG, Medicinarspexet) bildades 1954 i och med uppsättningen av spexet Faust eller De vises sten. Medicinarspexet är fortsatt aktivt och drivs av studenter inom hälsovetenskapliga utbildningar vid Sahlgrenska akademin på Göteborgs universitet.
I Medicinarspexet står såväl kvinnor som män på scen. Spexen utspelas med diverse historiska händelser eller fiktiva verk som bakgrund och framförs till levande orkester med stråk-, blås-, och kompsektion. Sångarna talar och sjunger utan elförstärkning. Föreställningslokal är oftast Stenhammarsalen, bakfickan på Göteborgs konserthus. Manus skrivs av en särskild författarkommitté, Författeriet. Musiken arrangeras särskilt för orkestern och sångtexter skrivs av olika gamla spexare enligt mottot "att kombinera nya texter med klassisk musik så att musiken känns ny och texten blir klassisk". Förutom orkester och aktörer på scenen (scengångare) engagerar spexet många fler grupper. Deras åtaganden innefattar dekor (planck), kläder, smink, ljud, ljus, textning, biljetter, kontakter och kringarrangemang. Ofta är ungefär femtio personer inblandade.
Medicinarspexet har ett rikt utbyte med systerspexet vid den svenskspråkiga medicinarutbildningen i Helsingfors, medicinarklubben Thorax. Vardera spexet åker på turné till det andra en gång per år.

## Uppsättningar

### Ordinarie uppsättningar
| År        | Titel                         | Under- eller alternativ titel           |
| --------- | ----------------------------- | --------------------------------------- |
| 1954      | Faust                         | eller De vises sten eller Så kan det gå |
| 1955      | Scheherazade                  | eller Tusen och en natt                 |
| 1956      | Don Juan I                    |                                         |
| 1957      | Don Juan II (turné till Oslo) |                                         |
| 1959      | Maria Stuart                  |                                         |
| 1960      | Columbus                      |                                         |
| 1961      | Rikard Lejonhjärta            |                                         |
| 1965      | Nero I                        |                                         |
| 1965      | Fredrik                       |                                         |
| 1966      | Victoria                      |                                         |
| 1967      | Wienkongressen 1815           |                                         |
| 1968      | Nero II                       |                                         |
| 1970      | Oscar                         |                                         |
| 1971      | Ragnarök                      |                                         |
| 1972      | Shakespeare                   |                                         |
| 1973      | Trojanerna                    |                                         |
| 1974      | Karl Johan                    |                                         |
| 1975      | Artur                         |                                         |
| 1976      | Bröderna Ladulås              |                                         |
| 1977      | Viktor                        |                                         |
| 1978      | 1789                          |                                         |
| 1979      | Linné                         |                                         |
| 1980      | Christina                     |                                         |
| 1981      | Lawrence av Arabien           |                                         |
| 1982      | Macbeth                       |                                         |
| 1983      | Tom Sawyer                    |                                         |
| 1984      | Ivan den förskräcklige        |                                         |
| 1985      | Moulin Rouge                  |                                         |
| 1986      | Valdemar Atterdag             |                                         |
| 1987      | Einstein                      |                                         |
| 1988      | Gustav II Adolf               |                                         |
| 1989      | Minotaurus                    |                                         |
| 1990      | Inka                          |                                         |
| 1991      | Gustav III                    |                                         |
| 1992      | Winston                       |                                         |
| 1993      | Cleopatra                     |                                         |
| 1994      | 1066                          |                                         |
| 1995      | Ostindiefararen Götheborg     |                                         |
| 1995      | Darwin                        | eller Ge apan i dig en chans            |
| 1997      | Tre skilling banco            |                                         |
| 1998      | Johan III                     |                                         |
| 1999      | Amundsen & Scott              |                                         |
| 2000      | Loke                          | Ett dopp i lömskans brunn               |
| 2001      | Den röda nejlikan             |                                         |
| 2002      | Michelangelo                  |                                         |
| 2003      | De gamla grekerna             |                                         |
| 2004      | Kalabaliken i Bender          |                                         |
| 2005      | Bellman                       |                                         |
| 2006      | Bell                          |                                         |
| 2007      | 1940                          | Ett beredskapsspex                      |
| 2008      | Läderlappen                   |                                         |
| 2009      | Ansgar                        |                                         |
| 2010      | Taube                         | eller Banankontakt av tredje graden     |
| 2011      | Röntgen                       | Ett strålande Medicinarspex             |
| 2012      | Atlantis                      | En skattfest för hela familjen          |
| 2013      | Krimkriget                    | Ett vårdpaket med ryska posten          |
| 2014      | Marie Antoinette              | Nu adlar vi om                          |
| 2015      | Oliver                        | Ett spex med twist                      |
| 2016      | Askungen                      | "Vad är väl en skandal på slottet?"     |
| 2017      | Marco Polo                    | Khan khan i öst                         |
| 2018      | Edison vs. Tesla              | Ett spännande spex                      |
| 2019      | Herkules                      | Gud enough!                             |
| 2020–2021 | Margareta                     | Kung Byxlös går över gränsen            |
| 2022      | Titanic                       | Pang poff träff                         |
| 2023      | Näcken                        | Mycket väsen för ingenting              |
| 2024      | Babylons trädgårdar           | Där gräslig gröda gror                  |
| 2025      | Houdini                       | Ett ädelt spel för galleriet            |

### Jubileumsuppsättningar
| År   | Titel                                 | Typ           | Jubileum |
| ---- | ------------------------------------- | ------------- | -------- |
| 1980 | Jubileumskavalkad                     | Kavalkad      | 25-års   |
| 1985 | Wienkongressen 1815                   | Nyuppsättning | 31-års   |
| 1990 | Nostradamus                           | Kavalkad      | 36-års   |
| 1994 | Macbeth                               | Nyuppsättning | 40-års   |
| 1999 | Än en gång däran!                     | Kavalkad      | 45-års   |
| 2004 | Gustav III                            | Nyuppsättning | 50-års   |
| 2004 | Jubileumskavalkad                     | Kavalkad      | 50-års   |
| 2009 | För en handfull medaljer              | Kavalkad      | 55-års   |
| 2014 | Kalabaliken i Bender                  | Nyuppsättning | 60-års   |
| 2019 | Spexet runt på (nästan) 80 karaktärer | Kavalkad      | 65-års   |
| 2024 | Taube                                 | Nyuppsättning | 70-års   |